# 七苦圣母，波兰女王
《七苦圣母，波兰女王》（Our Lady of Sorrows, Queen of Poland），又名《利亨圣母》，是一幅罗马天主教的痛苦圣母肖像画，绘制于1772年，现在保存在波兰最大的教堂利亨圣母朝圣所内。